# Anopheles pleccau
Anopheles pleccau este o specie de țânțari din genul Anopheles, descrisă de Gen'ichi Koidzumi în anul 1924. Conform Catalogue of Life specia Anopheles pleccau nu are subspecii cunoscute.